# Baubau
Baubau est la principale localité de l'île de Buton en Indonésie. C'est le chef-lieu du kabupaten de Buton. La ville a le statut de kota.

## Histoire
Bau-Bau était la capitale du royaume de Buton.

## Habitants
A Bau-Bau et aux alentours de la ville se trouve l'ethnie des Buton. Afin de sauvegarder leur langue (le cia-cia), ces derniers ont choisi en 2009 l'alphabet coréen (hangeul) comme écriture. Cette initiative a cependant été abandonnée, car elle ne respecte pas la loi indonésienne stipulant que toutes les langues doivent être retranscrites via l'alphabet latin pour préserver l'unité nationale.

## Tourisme et transport

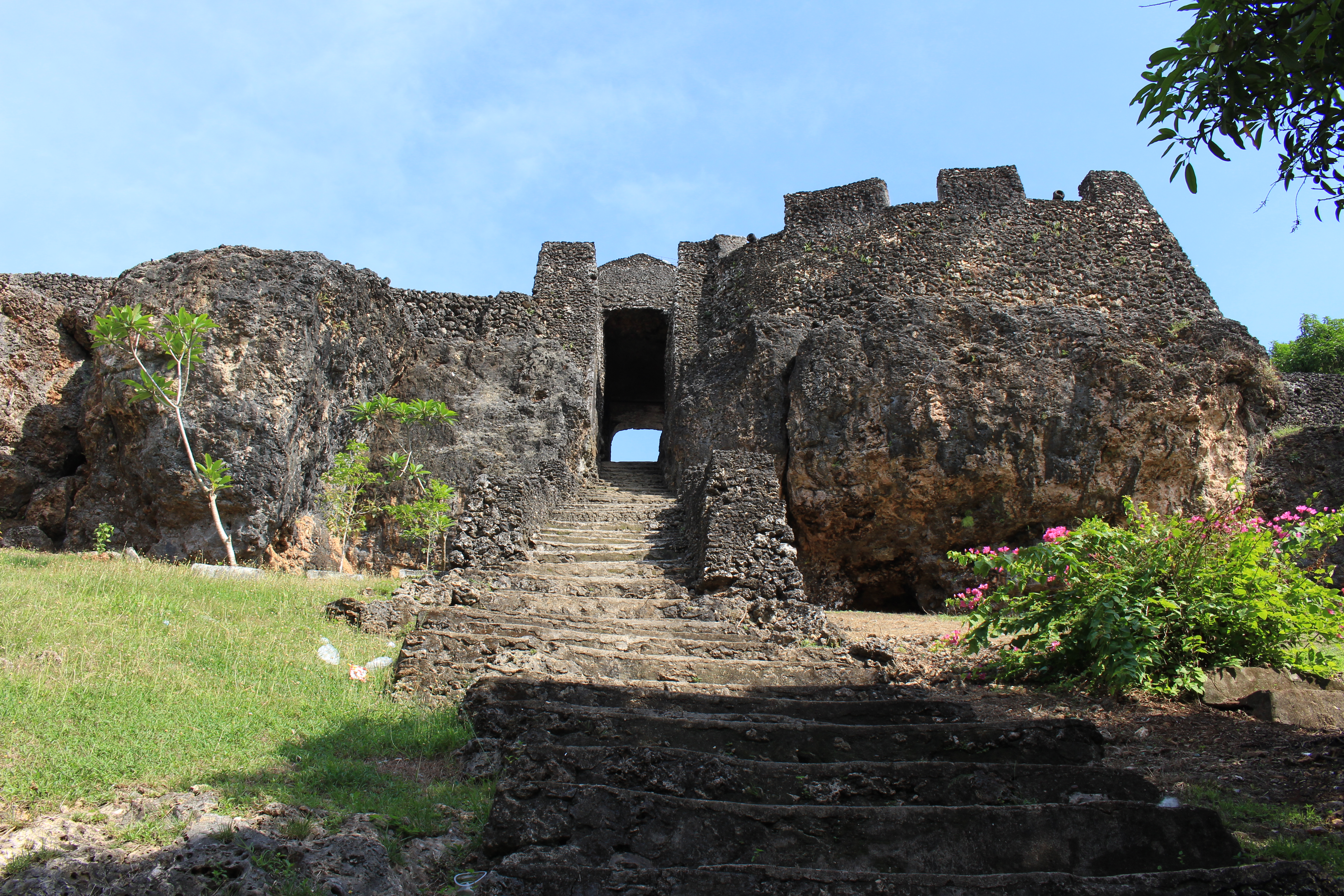
Le palais-forteresse Buton

Construite au XVIe siècle par les 3e et 4e sultans de Buton, La Sangaji (1591-1596) et La Elangi, la forteresse du palais de Buton (Benteng Keraton Buton) s’étend sur plus de 23 hectares. Son enceinte mesure 2 740 mètres de long, s'élève à une hauteur qui varie de 2 à 3 mètres et a une épaisseur de 1,50 à 2 mètres. Elle est percée de 12 portes ou lawa. La forteresse se trouve dans le quartier de Melai. À l'intérieur de l'enceinte, on trouve notamment le palais Malige (Istana Malige), une belle construction de bois qui fut la résidence du 36e et avant-dernier sultan de Buton, La Ode Hamidi (1928-37).
L'accès à Bau-Bau se fait par le port de Murhum, ou par l'Aéroport Betoambari.